# Enes Tubluk
Enes Olgun Tubluk (* 3. Juni 2000 in Eberbach) ist ein deutsch-türkischer Fußballspieler.

## Vereinskarriere
Tubluk begann das Fußballspielen im Alter von acht Jahren beim VfB Leimen. Nach fünf Jahren wechselte er 2013 zur SG Heidelberg-Kirchheim, bei er zwei Jahre spielte, bevor er mit seiner Mutter aus beruflichen Gründen nach Braunschweig zog. Dort durfte er bei Eintracht Braunschweig mittrainieren, wurde verpflichtet, blieb jedoch nur ein halbes Jahr, da er wieder in seine Heimat zu seinem Vater ging. Nach einem erfolgreichen Probetraining wurde er vom Karlsruher SC angenommen und spielte für diesen in der U15- und U16-Mannschaft. Nach guten Leistungen erhielt er einige Angebote und entschied schließlich für einen Wechsel zur
TSG 1899 Hoffenheim. In der Regionalliga Südwest  Saison 2019/20 bekam er regelmäßig Einsätze bei der zweiten Mannschaft der TSG 1899 Hoffenheim.
Zur Saison 2020/21 der 3. Liga wechselte Tubluk zum FC Viktoria Köln. Bereits am zweiten Spieltag der Saison kam er zu seinem ersten Einsatz in einer Profiliga, er wurde beim 0:2 gegen den SV Wehen Wiesbaden in der 72. Minute eingewechselt.
Im Sommer 2021 wechselte Tubluk in die Heimat seiner Eltern, die Türkei, und schloss sich dem Drittligisten Uşakspor an. Nach einer Saison wechselte er zum Ligarivalen Şanlıurfaspor. 
Zur Saison 2023/24 wechselte er wieder nach Deutschland. Er schloss sich dem Oberligisten FC Nöttingen an. 

## Erfolge
TSG 1899 Hoffenheim
- Meister der Staffel Süd/Südwest der A-Junioren-Bundesliga 2017/18